# 나가레야마정
나가레야마정(流山町)은 1889년 4월 1일부터 1951년 4월 1일까지 존재했던 지바현 히가시카쓰시카군의 정이다. 현재의 나가레야마시 남부에 해당한다.

## 역사
- 1889년 4월 1일 - 정촌제 시행에 의해 히가시카쓰시카군 나가레야마정이 성립하였다.
- 1951년 4월 1일 - 히가시카쓰시카군 신카와촌 및 야기촌과 합병해 에도가와정이 되었다.
- 1952년 1월 1일 - 에도가와정에서 나가레야마정으로 개칭되었다.
- 1967년 1월 1일 - 나가레야마정이 시로 승격해, 나가레야마시가 되었다.

## 교통

### 철도노선
- 나가레야마 철도

### 도로
- 현도 마쓰도노다선(나가레야마 가도) - 현재의 지바현도 5호 마쓰도노다선
- 현도 쿠사카 나가류야마선 - 현재의 사이타마현도・치바현도 29호 쿠사카 나가류야마선
- 현도 요시카와류잔선 - 현재의 사이타마현도・치바현도 52호 고시가야류잔선